# Sianna
Sianna, nom de scène d'Anaïs Dwayna, est une rappeuse, chanteuse et parolière française, née le 17 janvier 1995 à Bamako au Mali

## Biographie
Née à Bamako le 17 janvier 1995, Sianna a été adoptée à 8 mois par un couple français installé à Beauvais.
Arrivée en France à l'âge de 8 mois, Sianna passe son enfance dans différents quartiers de Beauvais. Elle  s'intéresse dès l'âge de 11 ans au hip-hop. Elle commence sa carrière musicale en créant à 17 ans le groupe Crack House aux côtés de Fanko et Soldat Baab. Elle choisit une anagramme de son prénom (Anaïs) comme nom de scène en y ajoutant un « n ». Le groupe se dissout en 2013, date à laquelle Sianna signe un premier contrat avec Warner Chappell Music. Ce contrat de production lui permet de percer sur la scène nationale en lui donnant les moyens de réaliser ses premiers clips en partenariat avec Seven et Mohand.
En mars 2015, elle sort son premier EP intitulé Sianna et deux ans plus tard paraît son premier album Diamant noir.

## Style
Le rap de Sianna se caractérise par un débit rapide et une abondance de punchlines, une tendance qui encourage les médias spécialisés à mettre en avant ses talents de « kickeuse », c'est-à-dire de parolière experte en joutes verbales,.
L'instrumentation qui accompagne les titres de Sianna font référence à différents types de musique : accents africains pour Urgence ou arabes (Siannarabica) indiens ou ibériques comme pour Siannalicante.
Sianna revendique une position de rappeuse talentueuse dans une forme de compétition et sur une scène plutôt dominée par les hommes, tout en essayant de déjouer les stéréotypes de genre binaires (la femme vue comme « mère » ou « putain » dans les clichés qui circulent autour du rap).
Dans Passe-moi la télécommande, elle déclare notamment : 

« Les les les négros frisent la folie
Moi au mic j'suis hermaphrodite »

Elle s'adresse à une audience large et s'emploie à dé-genrer son image à rebours de certaines autres rappeuses qui traitent de sujets relatifs au genre et à la sexualité féminine.

## Discographie
- 2015 : Sianna (EP)
- 2017 : Dimant noir